# Йоханнес, Хелалиа
Хелалиа Лукейко Йоханнес (англ. Helalia Lukeiko Johannes, род. 13 августа 1980, Ошана) — намибийская легкоатлетка, которая специализируется в марафоне. Бронзовый призёр Всеафриканских игр 2011 года в полумарафоне с результатом 1:11,12. Заняла 40-е место на олимпийских играх 2008 года, показав результат 2:35,22. На Олимпиаде 2012 года финишировала на 12-м месте с национальным рекордом 2:26,09.
В 2010 году на Сеульском марафоне заняла 8-е место — 2:34,34. На полумарафоне Дели 2012 года заняла 5-е место — 1:11,43. 24 февраля 2013 года на Токийском марафоне заняла 6-е место, показав время 2:29,20.
В Катаре, на предолимпийском чемпионате мира, в сентябре 2019 года, Хелалиа финишировала на третьем месте в марафоне и завоевала бронзовую медаль. Она показала время 2:34:15 и уступила победительнице кенийской бегуньи Рут Чепнгетич 1 минуту и 32 секунды.
В настоящее время владеет рекордами Намибии в беге на 5000 метров — 15:24,13, 10 километров — 30,59, в полумарафоне — 1:07,49 и марафоне — 2:19:52.

## Достижения
- 2012:  Венский марафон — 2:27,20